# Tan-Shahpuhr d'Armènia
Tan-Shahpuhr va ser marzban d'Armènia al segle vi. Hi ha discussió sobre quins anys va governar. René Grousset diu que ho va fer de l'any 554 al 560, i Cyril Toumanoff diu que el seu govern va durar del 552 al 560.
Esteve Asolik diu que durant el seu govern va intentar un altre cop d'imposar el mazdeisme: "Va estendre la idolatria per tot arreu i va encendre pires a Reixtunik, obligant els cristians a adorar el foc, però un gran nombre va preferir la mort".
Sota el seu govern, l'Església Armènia va celebrar el Segon Concili de Dvin. Va ser llavors, el 558 o el 560, que el va substituir Varasdat.